# Сантијаго дел Естеро
Сантијаго дел Естеро (шп. Santiago del Estero) је град у Аргентини у покрајини Сантијаго дел Естеро. Према процени из 2005. у граду је живело 245.853 становника.

## Становништво
Према процени, у граду је 2005. живело 245.853 становника.
| 1980.   | 1991.   | 2001.   |
| ------- | ------- | ------- |
| 148.758 | 189.947 | 230.614 |

## Партнерски градови
- Копијапо
- Хама
- Талавера де ла Реина
- Толедо